# Archidiecezja Cuttack-Bhubaneswar
Archidiecezja Cuttack-Bhubaneswar (łac. Archidioecesis Cuttackensis-Bhubanesvarensis, ang. Archdiocese of Cuttack-Bhubaneswar) – rzymskokatolicka archidiecezja ze stolicą w Bhubaneswarze w stanie Orisa, w Indiach. Arcybiskupi Cuttack-Bhubaneswar są również metropolitami metropolii o tej samej nazwie.

## Historia
W dniu 18 lipca 1927 roku papież Pius XI erygował misję "sui Juris" Cuttack. W dniu 1 czerwca 1937 ten sam papież podniósł misję do rangi diecezji Cuttack. W dniu 24 stycznia 1974 roku papież Paweł VI podniósł diecezję do rangi archidiecezji metropolitarnej Cuttack-Bhubaneswar.